# Mourtala Diakité
Mourtala Diakité, (Bamako, 1 de Outubro de 1980) é um futebolista do Mali, que joga habitualmente a médio.
Actuou no Boavista Futebol Clube na época 2007/2008 tendo depois transferido para o Dinamo Bucureşti por pouco tempo. Regressou depois ao campeonato português, novamente para representar um clube treinado por Jaime Pacheco.